# Paul Backes
Paul Backes (* 17. Mai 1900 in Frankfurt am Main; † 17. Juni 1963 in Berlin) war ein deutscher Architekt.

## Leben
Paul Backes war von 1926 bis etwa 1933 Architekt im Stadtbauamt Luckenwalde; später machte er sich dort als Architekt selbständig. Nach dem Zweiten Weltkrieg war er in Berlin tätig, zunächst als Architekt beim Deutschen Sportausschuss Berlin-Pankow (1950). Ab 1952 arbeitete er im Magistrat Berlin (Ost) bei Hermann Henselmann. Im Jahre 1954 wurde er leitender Architekt im VEB Projektierung Berlin.

## Bauten
- 1927: Infektionshaus für das Krankenhaus Luckenwalde (Entwurf)
- 1927–1930: Friedrich-Ebert-Schule und Stadttheater (mit Hans Graf und Rudolf Brennecke), Luckenwalde, Theaterstraße 14–15a
- 1927–1929: Jugendheim des ADGB, Luckenwalde, Goethestraße 7
- 1928–1929: Katasteramt, Luckenwalde, Theaterstraße 16d
- 1928–1929: Arbeitsamt, Luckenwalde, Große Weinbergstraße 42
- 1933–1934: Alhambra-Kino, Luckenwalde, Markt
- 1935–1936: Kino / Mehrzweckhalle „Schauburg“, Jüterbog, Schillerstraße 51

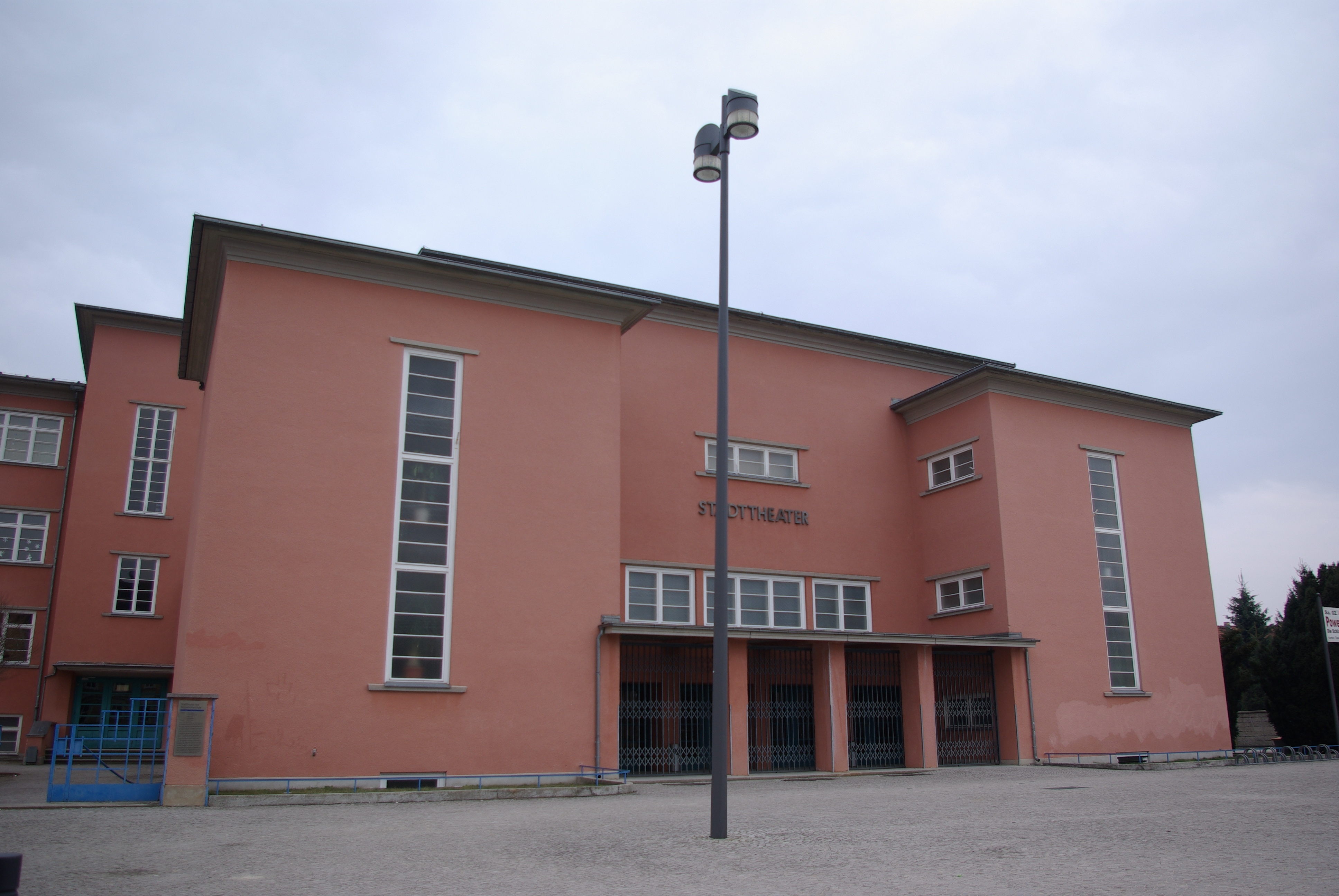
Stadttheater Luckenwalde
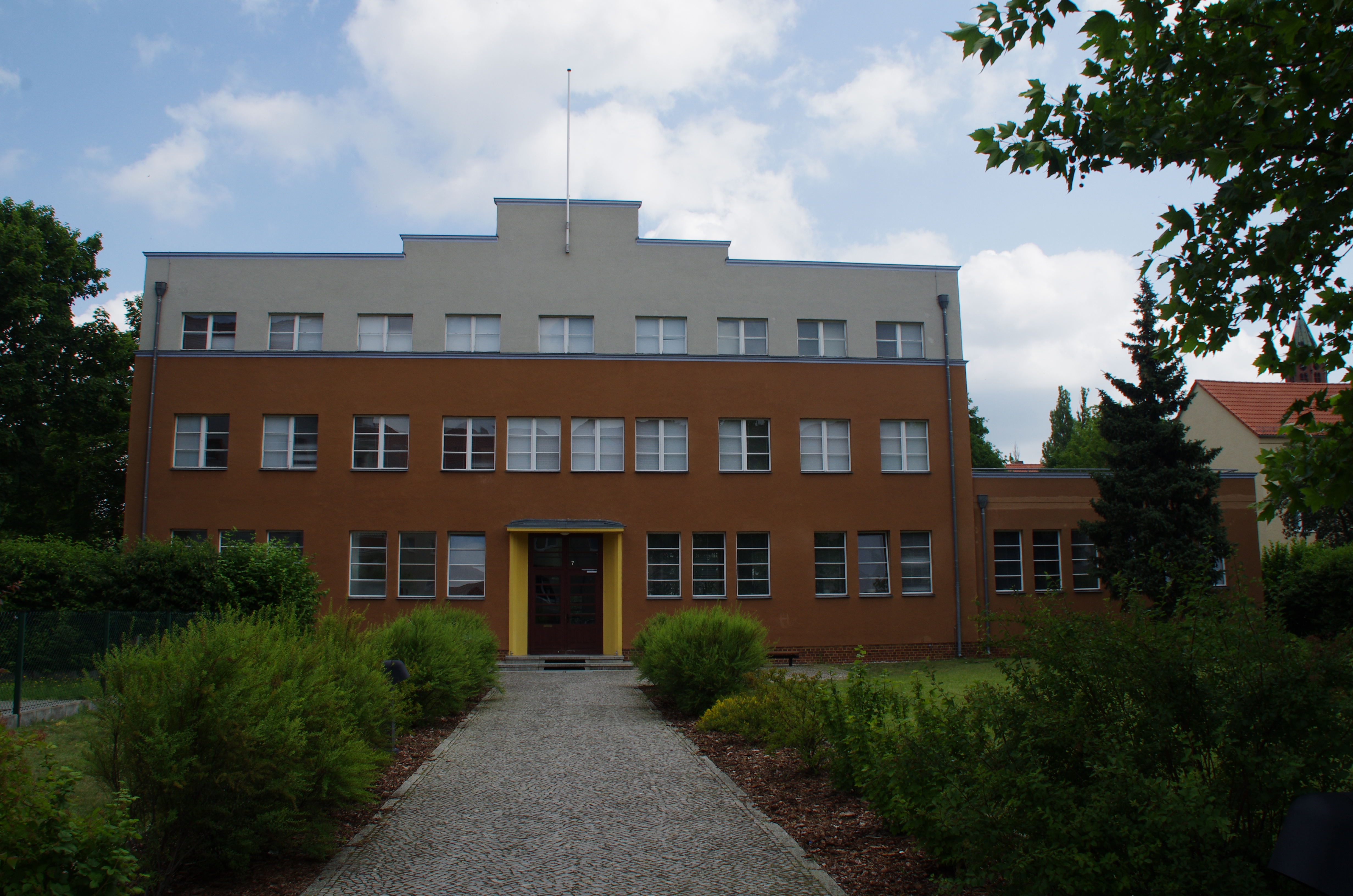
Jugendheim des ADGB
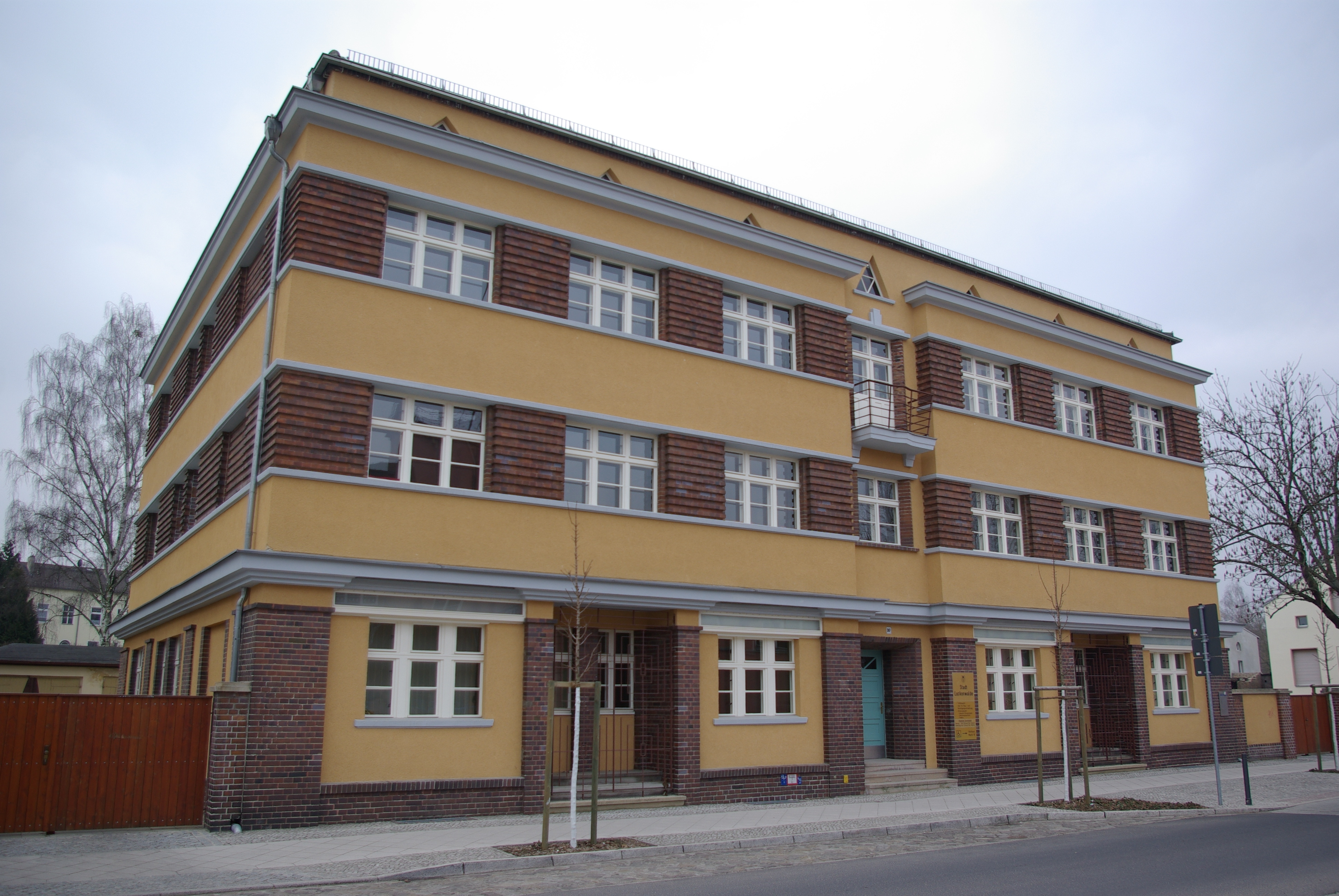
Katasteramt
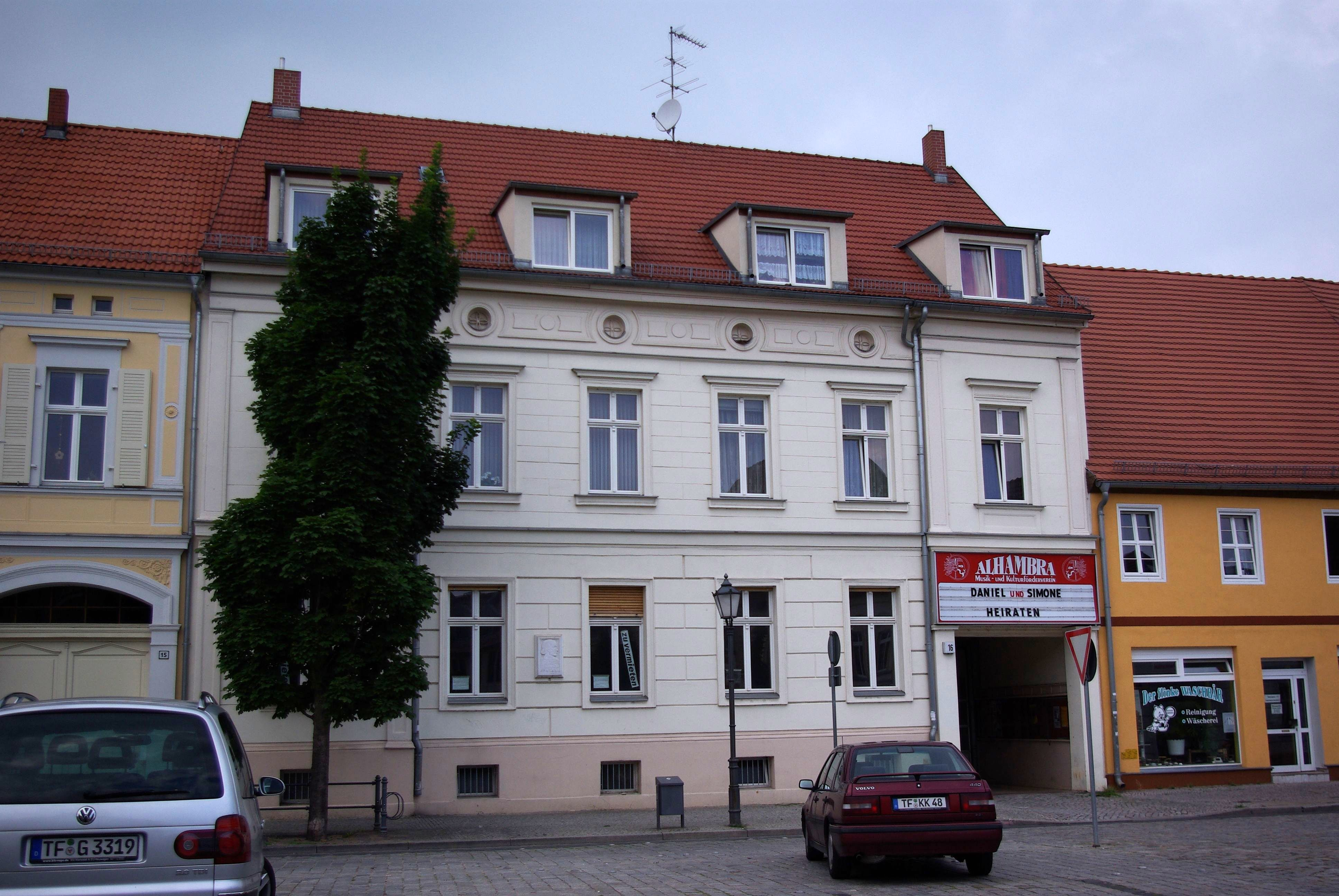
Alhambra-Kino
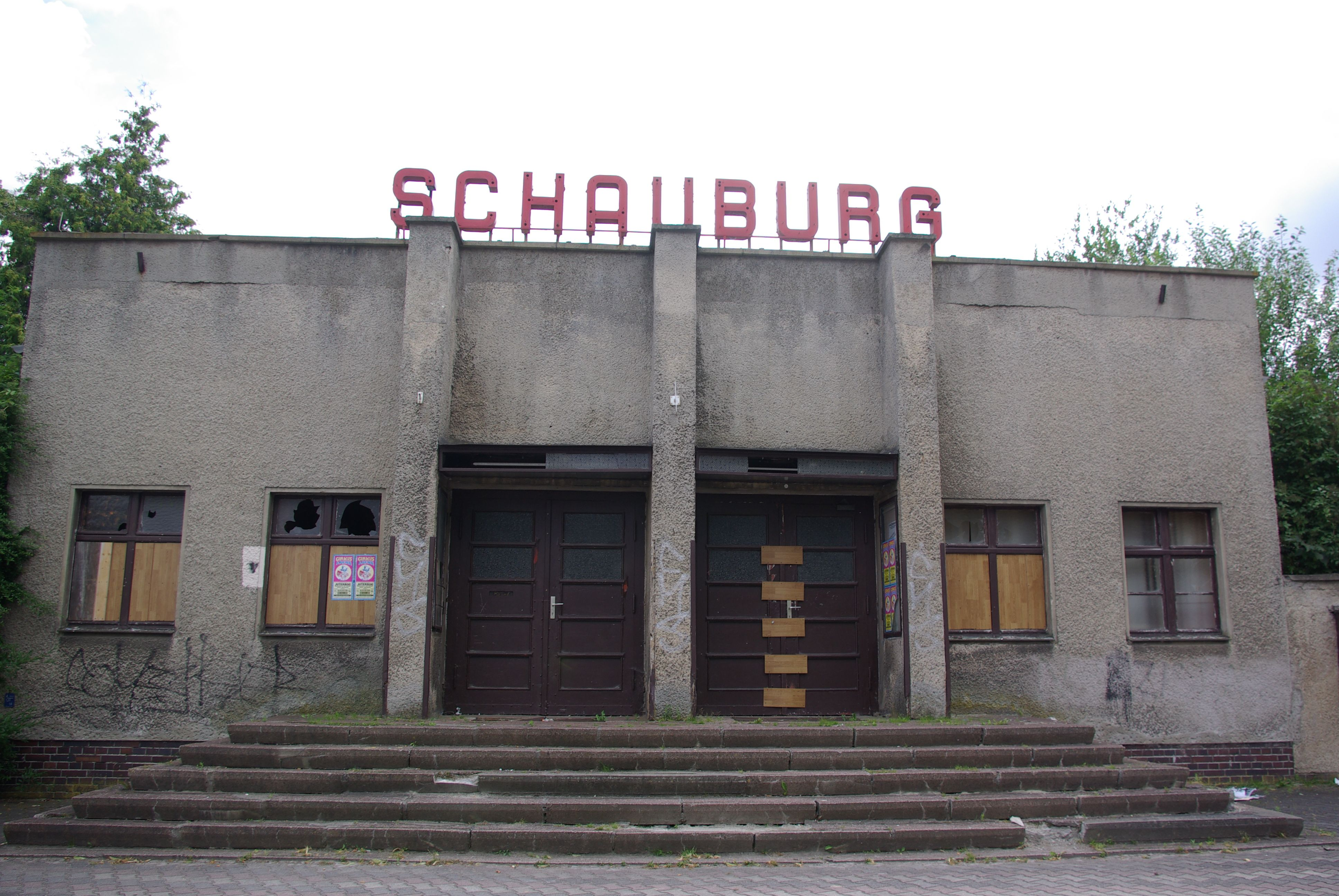
Schauburg, Jüterbog